# Druga proleterska udarna brigada NOVJ-a
Druga proleterska narodnooslobodilačka udarna brigada, poznata i kao Druga srpska brigada, formirana je naredbom Vrhovnog štaba NOV i POJ, 1. ožujka 1942. godine, u Čajniču, od boraca Užičkog, Čačanskog i Drugog šumadijskog partizanskog odreda. Na dan formiranja imala je četiri bataljuna s oko 1000 boraca.
Prvi zapovjednik brigade bio je Ratko Sofijanić, narodni heroj, politički komesar Milinko Kušić, narodni heroj, a partijski rukovoditelj i zamjenica političkog komesara Spasenija Babović, narodni heroj.
Druga proleterska NOU brigada je na svom ratnom putu prešla oko 24 000 kilometara. U njezinim redovima borilo se oko 15 000 boraca iz svih krajeva Jugoslavije. Izbacila je iz stroja oko 62 000 neprijateljskih vojnika. Dala je veliki broj rukovodećih kadrova, kao i 48 narodnih heroja. Među njima je i Petar Leković, prvi narodni heroj Jugoslavije. 
Zajedno s Prvom proleterskom brigadom, imala je veliku ulogu u stvaranju operativnih postrojbi kasnije Jugoslovenske narodne armije. 
Odlikovana je Ordenom narodnog oslobođenja, Ordenom partizanske zvijezde, Ordenom bratstva i jedinstva i Ordenom za hrabrost. Povodom petnaestogodišnjice bitke na Sutjesci, u lipnju 1958. godine, odlikovana je i Ordenom narodnog heroja.

## Borbeni put
Druga proleterska brigada je do formiranja Druge proleterske divizije 1. studenog 1942. godine bila pod neposrednim zapovjedništvom Vrhovnog štaba. U ožujku i prvoj polovici travnja djelovala je u istočnoj Bosni. Zauzela je Borike, oslobodila Vlasenicu, Bratunac, Miliće, Srebrenicu i Drinjaču; zatim je vodila borbe na Romaniji i sudjelovala u napadima na ustaška utvrđenja u Rogatici i Han-Pijesku. U drugoj polovici travnja s dijelom svojih snaga izvela je uspješan napad na ustaško uporište Borač u Hercegovini.
Tijekom Treće neprijateljske ofenzive imala je vrlo teške zadatke; isprva je vodila borbe oko Čajniča, Goražda, Foče, na sektoru Pljevlja, a u prvoj polovici lipnja vodila je teške borbe sa četnicima na Durmitoru i na Gatu, kod Gacka. 

### Pohod u Bosansku krajinu
Nalazila se u sastavu Udarne grupe brigada, koja je pod neposrednim zapovjedništvom Vrhovnog zapovjednika Josipa Broza Tita 24. lipnja 1942. godine krenula u zapadnu Bosnu. Vodila je borbe oko Kalinovika, sudjelovala u rušenju željezničke pruge Sarajevo-Mostar, u zauzimanju Tarčina i Pazarića, zatim u borbama na sektoru Travnika, Donjeg Vakufa i Bugojna. Od kraja srpnja do polovice listopada 1942. vodila je veliki broj teških borbi. Zajedno sa Četvrtom proleterskom, Desetom hercegovačkom i Prvom krajiškom sudjelovala je u napadu na Kupres. Sudjelovala je i u oslobođenju Jajca, 25. rujna 1942. godine.
Dana 17. listopada je u Drvaru od Josipa Broza Tita primila proletersku zastavu. Od tada do početka bitke na Neretvi djelovala je oko Bosanskog Grahova, Livna, Kupresa, Duvna i u Kninskoj krajini. Izvela je protuudar protiv talijanske divizije "Sassari" i četnika od 26. do 28. listopada i čišćenje Kninske krajine od četnika i ustaša. Vodila je borbe za Livno od 5. do 15. prosinca i izvršila napad na Kupres.

### Bitka na Neretvi
Krajem siječnja vodila je žestoke borbe kod Knina i Strmice. Od tada do forsiranja Neretve vodila je borbe za Imotski i Posušje (9. i 10. veljače 1943., prodrla u dolinu Neretve, zauzela Drežnicu i Grabovo 16./17. veljače, gdje je razbila bataljun divizije "Murge". Zajedno s još osam brigada, sudjelovala je u protuudaru kod Gornjeg Vakufa, i naročito se istakla (razbila bataljun 717. njemačke divizije). Tim uspjesima spašeni su ranjenici i olakšan je položaj snaga NOVJ na Neretvi.
U ofenzivnim pothvatima Glavne operativne grupe s Neretve, brigada je vodila teške borbe s četnicima kod Krsca, na Prenju, kod Bijele, Boračkog jezera, Glavatičeva, Obija i Kalinovika. U travnju je sudjelovala u borbama na Drini. Njezina dva bataljuna su zajedno s Četvrtom i Petom proleterskom brigadom sudjelovala u borbama na Javorku kod Nikšića 1. i 2. svibnja 1943. godine, kada su razbijene talijanske i četničke snage jačine nekoliko bataljuna.

### Bitka na Sutjesci
Tijekom bitke na Sutjesci, sudjelovala je 24. i 25. svibnja u pokušaju proboja jugoistočno od Foče, a od tada pa do 10. lipnja vodila je teške borbe na Vučevu, za Košur, kod Suhe, na Barama i Košuti. Njezin uspjeh na Vučevu i Košuti spada u najznačajnije borbe u ovoj bitci. Vrlo je značajno i sudjelovanje brigade u proširenju proboja njemačkog obruča na Zelengori 11. lipnja, kao i u proboju drugog obruča na komunikaciji Kalinovik – Foča.
S ove komunikacije borbom se probila na sjever, oslobodila je Olovo 24./25. lipnja, a dva dana kasnije sudjelovala je u oslobođenju Kladnja. Od tada do početka rujna djeluje oko Tuzle i na planini Ozrenu. Sudjelovala je u razbijanju jakih četničkih i drugih snaga.

### Pohod u Srbiju
S teritorija Tuzle i Ozrena brigada je prešla u područje Foče, a zatim u Sandžak. Oslobodila je Foču (3./4. rujna), Pljevlja (22. rujna), Prijepolje pa je sudjelovala u oslobođenju Bijelog Polja, Berana i Kolašina. Oslobodila je Priboj i prešla u Srbiju. Mjesec dana vodila je borbe na Zlatiboru i drugim mjestima. Kod Prijepolja je 4. prosinca u žestokoj iznenadnoj borbi pretrpjela velike gubitke. Ponovno je prešla u Srbiju te u prosincu 1943. i siječnju 1944. godine vodila više borbi na Zlatiboru, za Ivanjicu, kod Arilja, u području Priboja i drugih mjesta.
Sredinom ožujka 1944. godine, brigada u sastavu Udarne grupe divizija ponovo prodire u Srbiju. Od tada do 21. svibnja vodila je gotovo neprekidne borbe u zapadnoj Srbiji i Sandžaku (Rudo, Zlatibor, Ivanjica, Kaona, Povlen), ali je bila prisiljena povući se u Crnu Goru.

### Završne operacije
U lipnju i srpnju 1944. godine brigada je vodila borbe na sektoru Andrijevice. Sudjelovala je pritom i u Andrijevičkoj operaciji. U prodoru Operativne grupe divizija iz Crne Gore u Srbiju sudjelovala je u borbama na Pešterskoj visoravni i na Ibru. U kolovozu djeluje na Kopaoniku, u Župi, Rasini i oko Kuršumlije, gdje se istakla u razbijanju četnika. U rujnu je sudjelovala u borbama na Ibru, kod Požege i Gornjeg Milanovca. 
Sudjelovala je u Beogradskoj operaciji i od tada do kraja prosinca djelovala je na Srijemskoj bojišnici. U veljači i ožujku 1945. godine sudjelovala je u borbama na Drini (Banja Koviljača i Loznica). U travnju je sudjelovala u oslobođenju dijela istočne Bosne (Bijeljina, Brčko, Šamac), a zatim u borbama u Slavoniji, pa na Majevici.

## Narodni heroji Druge proleterske brigade
- Spasenija Babović
- Radoš Bojović
- Boško Buha
- Aleksa Dejović
- Petar Gračanin
- Dragoslav Đorđević
- Predrag Jeftić
- Sava Jovanović
- Milinko Kušić
- Miodrag Milovanović
- Petar Leković
- Nikola Ljubičić
- Slobodan Penezić
- Anđa Ranković
- Sredoje Urošević
- Bogoljub Čukić